# Rudník, Košice-okolie
Rudník este o comună slovacă, aflată în districtul Košice-okolie din regiunea Košice. Localitatea se află la altitudinea de 314 m deasupra n.m., se întinde pe o suprafață de 23 km2 și în 2017 număra 620 de locuitori.

## Istoric
Localitatea Rudník este atestată documentar din 1255.

## Demografie
| An:                | 1994 | 2004    | 2014   | 2024   |
| ------------------ | ---- | ------- | ------ | ------ |
| Număr de persoane: | 675  | 607     | 605    | 624    |
| Diferență:         |      | −10,07% | −0,32% | +3,14% |

| An:                | 2023 | 2024   |
| ------------------ | ---- | ------ |
| Număr de persoane: | 622  | 624    |
| Diferență:         |      | +0,32% |